# Кикно
Кикно (грч. Κύκνος) је у грчкој митологији било име више личности.

## Митологија
- Био је Арејев и Пелопијин син, зет трахинског краља Кеика. Навукао је на себе гнев Аполона, јер је у његовом светилишту отимао дарове намењене богу. Зато је Аполон подстакао Херакла да нападне Кикна, када је овај дошао у Трахин. Херакле је и затекао Кикна и његовог оца у Аполоновом храму близу Пагасе. Тамо су се јунаци сукобили, али је Херакле победио уз Атенину помоћ. Потом је и Ареј напао Херакла, али је и њега савладао уз Атенину помоћ и чак га ранио, тако да су Дим и Фобос морали да га врате на Олимп. Херакле је опљачкао мртвог Кикна и отишао. Кикнов таст га је сахранио, али је Аполон наредио речици Анауру да набуја и збрише његов гроб. Према каснијем предању, Кикно је био убица, који је од лобања путника, његових жртава, градио храм. Херакле је морао да устукне када га је први пут видео, јер је Ареј био уз свог сина, али га је потом, када је остао сам, савладао и убио.[2]

- Према Аполодору, још један Арејев син, кога је имао са Пиреном и који је изазвао Херакла на борбу један на један крај реке Ехедор у Македонији.[3] У тој борби је био убијен. Ова два Кикна, Арејева сина, често се мешају један са другим.[4]

- Посејдонов и Каликин (или Харпалин или Скамандродикин[4]) син, који је био учесник тројанског рата. Био је, заједно са Хектором, најљући непријатељ Грка и Ахил је након Протесилајеве смрти намерио да га убије. У сукобу који је уследио између њих двојице, Ахил је чак три пута хитнуо копље на њега, али је схватио да Посејдоновог сина не може да убије оружјем. Зато га је ударцима оборио на земљу и угушио. Посејдон је свог сина тада преобразио у белог лабуда. Кикно је био владар Колоне у близини Троје. По рођењу, мајка га је оставила на обали мора, али га је одгајио један лабуд. Када је одрастао, оженио је Лаомедонтову кћерку Проклеју са којом је имао Тенеда и Хемитеју, а након смрти своје супруге оженио је Филоному. Филонома се заљубила у свог пасторка, али је он одбио њену љубав. Зато га је оклеветала да је он наводи на прељубу. Кикно јој је поверовао и затворио је сина и кћерку у ковчег и бацио у море. Таласи су их однели на острво Леукофрис, касније названо Тенед. Међутим, открио је да га је супруга лагала и живу ју је закопао, те отишао на Тенед да тражи опроштај од сина. Син му није опростио и чак је пресекао уже којим је лађа његовог оца била привезана за обалу. Ипак, постоји и верзија приче према којој се Кикно измирио са децом и дочекао смрт на острву свог сина.[2]

- Према Хигину, још један учесник тројанског рата, лидер Аргоса, Окитов син.[5]

- Према Овидијевим Метаморфозама и Вергилијевој „Енејиди“, био је Стенелов син (и неке Океаниде[6]) и краљ Лигурије.[3] Био је Фаетонтов пријатељ и када је Фаетонта Зевс убио муњом, Кикно је напустио своју земљу и на обали једне реке туговао за пријатељем. Тако је дочекао и старост, али уместо седе косе, покрило га је бело перје и он се претворио у лабуда. Са тужном песмом, винуо се у звезде. Помиње се и да га је преобразио бог Аполон.[2] Овај Кикно се помиње и као отац Кинире и Купауо.[4]

- Син Аполона и Тирије (или Хирије[4]), који је живео у Етолији. Описан је као веома леп, али и охол и одбијао је сваку понуђену љубав. Једино му је остао привржен Филије, али је Кикно све време искушавао његову љубав постављајући му задатке који су захтевали надљудске способности. Филије је успевао да испуни све хирове свог љубимца, а уз Хераклову помоћ, али га је коначно презрео и напустио. Због повређене сујете, Кикно се бацио у језеро, а отац га је преобразио у лабуда.[2]

- Према Аполодору, један од Пенелопиних просилаца из Дулихијума.[7]

## Биологија
Латинско име ових личности (Cygnus) је назив за род лабудова, који се помињу у више прича. Ово је такође и синоним за род лептира Panthiades.